# Matze (Gorilla)

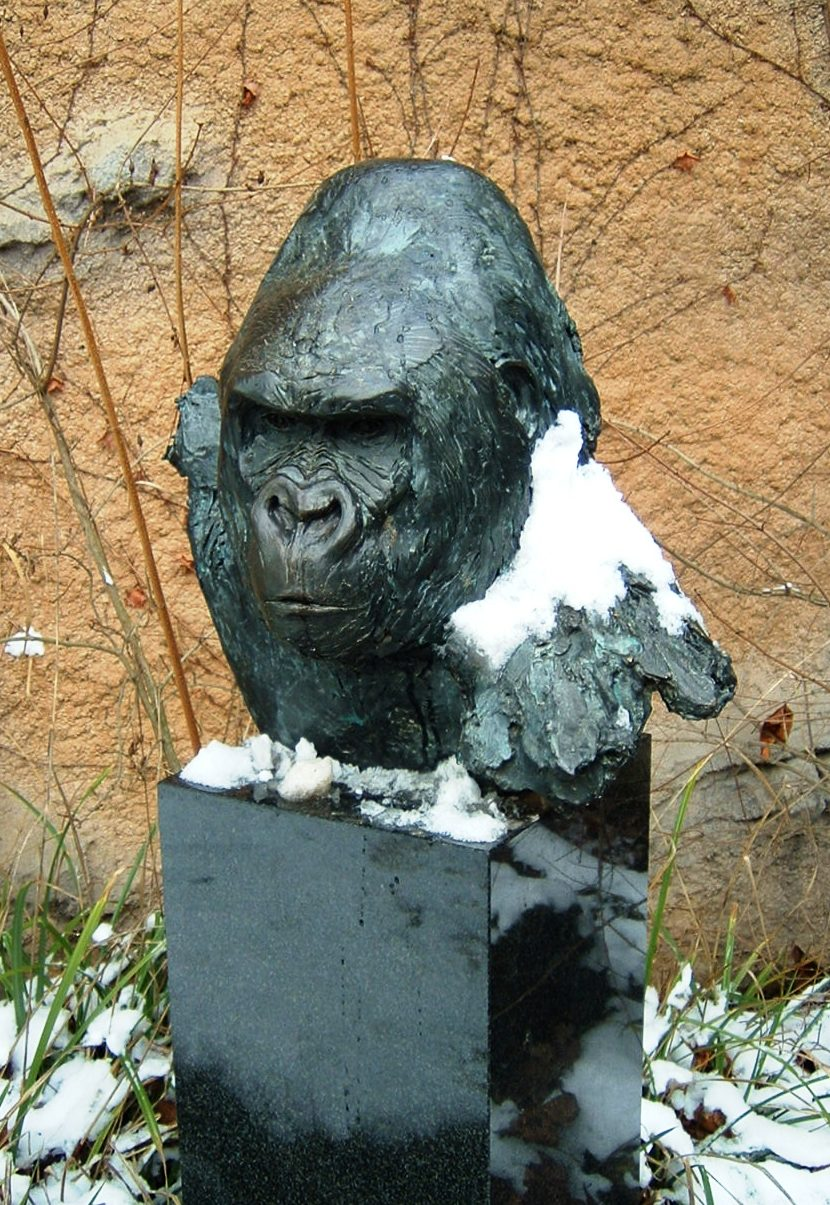
Skulptur

Matze (* ca. 1957 in Zentralafrika; † 13. August 2008 in Frankfurt am Main) war ein männlicher Gorilla, der seit 1969 im Frankfurter Zoo lebte.
Im Alter von 45 Jahren wurde er der älteste Gorillavater der Welt. Matze war eines der Wahrzeichen des Zoos und weit über Frankfurt hinaus bekannt.

## Leben
Der Gorilla wurde um 1957 in Zentralafrika geboren und dort eingefangen. Nach einer Zeit der Wanderschaft mit Schaustellern kam Matze am 24. Mai 1969 mit ungefähr zwölf Jahren in den Frankfurter Zoo. Hier wurde der Silberrücken Anführer einer Gruppe von vier weiblichen Gorillas, mit denen er insgesamt neunzehn Nachkommen zeugte. Seit Anfang 2008 bekam Matze zunehmende Altersbeschwerden. Er litt unter Arthrose und Magengeschwüren und magerte von 160 Kilogramm auf zuletzt 120 Kilogramm ab. Daher entschloss sich die Leitung des Zoos, Matze am 13. August 2008 einzuschläfern. Mit einem Alter von ungefähr 51 Jahren übertraf er die für Gorillas übliche Lebenserwartung von 35 bis 40 Jahren erheblich. 

## Skulptur
Der Zoo errichtete ihm zu Ehren ein Denkmal. Die Bronzeskulptur von Wolfgang Weber zeigt den Kopf des Silberrückens und stellt, wie der Zoo mitteilt, „Matzes charakteristischen Gesichtsausdruck treffend dar“.

## Nachkommen
Seine Söhne Horst, Richard und Akili sind heute die Oberhäupter ihrer jeweiligen Familien in den Zoos von Dublin, Prag und Amsterdam (Artis), seine Enkel Bobo und Bokito in den Zoos von Heidelberg und Rotterdam (Diergaarde Blijdorp). Sein letztgeborener Sohn Nasibu (* April 2007) lebt ebenfalls in Rotterdam.